# Sperrstelle Feuerschwand

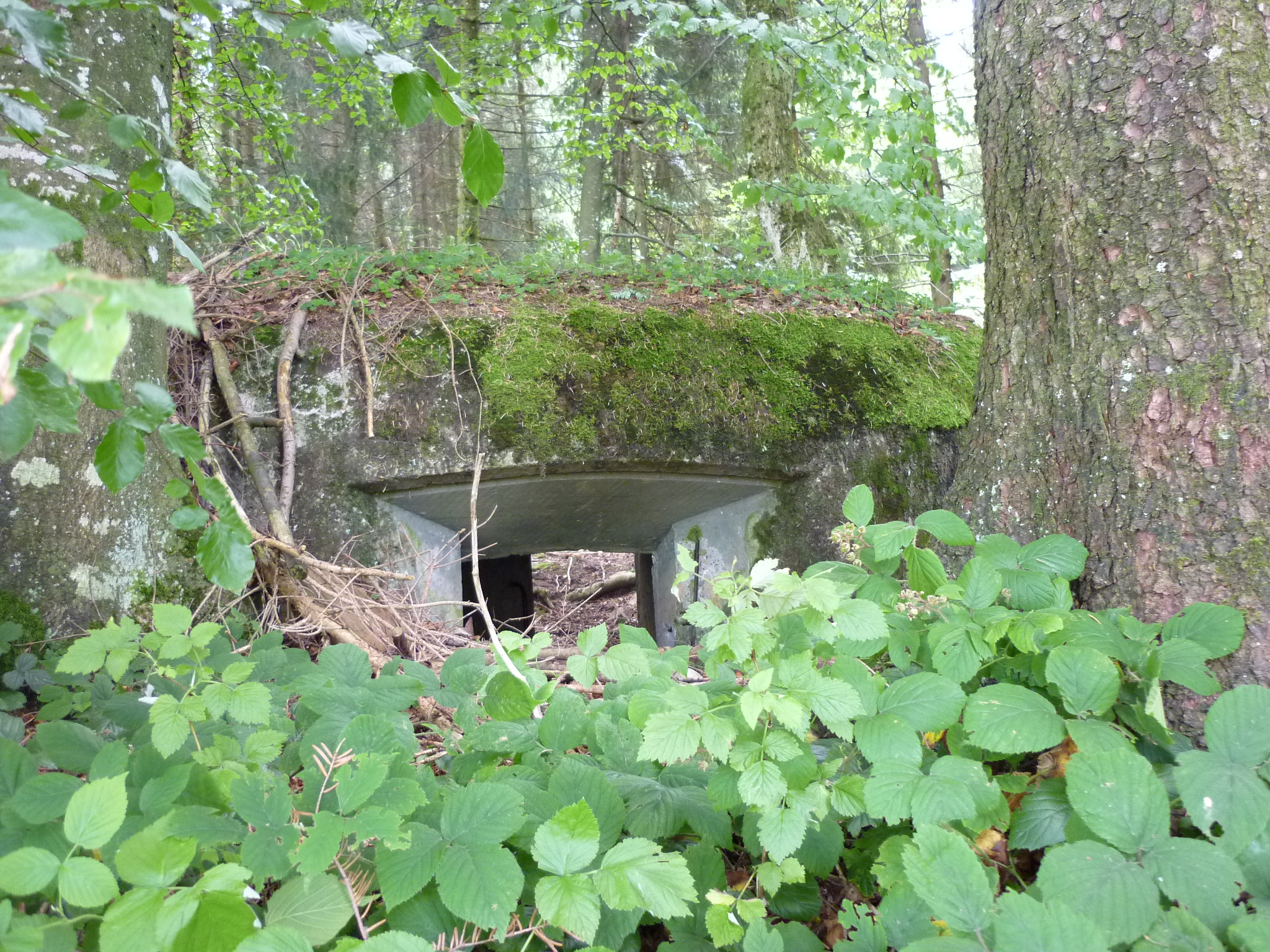
Tankbüchsenstand Schurtannenweid A 7232

Die Sperrstelle Feuerschwand (Armeebezeichnung Nr. 2408 Fürschwand-Gubel) war eine Grenzbefestigung der Schweizer Armee. Sie befand befindet sich am Reduiteingang im Raum Fürschwand-Chnollen im Kanton Zug. Der Stützpunkt der Reduitlinie wurde ab Oktober 1940 gebaut, gehörte zum Einsatzraum der 6. Division und ab 1947 zur Reduitbrigade 24.
Als einer der Hauptstützpunkte der Abwehrfront der 6. Division gilt die Sperrstelle als militärhistorisches Denkmal von nationaler Bedeutung.

## Geschichte
Während des Zweiten Weltkriegs gab die von General Guisan befohlene neue Armeestellung im Reduit (Operationsbefehle Nr. 11, 12, 13) den Anstoss zum Bau der Sperrstelle. Die 6. Division wurde von der Limmatstellung zur Verstärkung des linken Flügels des 4. Armeekorps abgezogen und erhielt den Auftrag, mit seinen vier Détachementen «Biberbrücke», «Alosen», «Zugerberg» und «Rigi» die Linie westlich des Etzels-Schindellegi-Gottschalkenberg-Zugerberg-Rigi bis zum Vierwaldstättersee zu halten und einen Vorstoss des Gegners in den Talkessel von Schwyz zu verhindern. Vortruppen sollten eine feindliche Landung am linken Zürichseeufer (Oberrieden bis Bäch) verhindern.
Der Grossteil der Division sollte hinter der Sihl auf der Linie Finstersee-Gubel-Allenwinden-Südausgang Zug eine Verteidigungsstellung einnehmen, und ein Détachement hatte den Raum zwischen Zuger- und Vierwaldstättersee mit der Sperrstelle Oberarth zu sperren. Der Auftrag blieb bis zum Ende der Reduitzeit unverändert.
Die Sperrstellen Feuerschwand und Raten bildeten den Abschnitt der Reduitgrenze zwischen der Sperrstelle Unterägeri und der Sperrstelle Schindellegi. Dieses bewaldete Gebiet besass einige Strassenübergänge, auf denen die Hauptstrasse entlang der Lorze umgangen werden konnte. Mit den Sperrstellen sollte eine solche Umgehung durch einen gegnerischen Vorstoss aus Menzingen Richtung Ägerisee und Sattel verhindert werden. Beim Bau dieses Abschnitts der Reduitlinie berücksichtigte die 6. Division ihre Erfahrungen aus der Festung Uetliberg der Limmatstellung. Ab 1940 entstanden – durch zivile Bauunternehmungen ausgeführt – innert Monaten im Kanton Zug über 150 Objekte.
Das Festungsdispositiv bestand aus mehreren Teilsperren, die mit Panzer- und Infanteriehindernissen und Sprengobjekten sowie Infanteriebunkern den Verteidigungskampf der Infanterieregimenter und Füsilierbataillone verstärkten. Diese konnten Artilleriefeuer der mobilen Artillerie, teilweise aus betonierten Geschützstellungen und aus Artilleriewerken, anfordern.

## Sperrstelle Feuerschwand
Die Sperrstelle umfasste rund 15 Infanteriewerke, 10 Strassenbarrikaden und Geländepanzerhindernisse. Den Flabschutz übernahmen 20-mm-Flabkanonen in Feldstellungen und zwei Flabtürmen. Mit dem Bau der Tankhindernisse wurde im Oktober 1940 begonnen, die Bunker entstanden ab März 1941:
- Unterstand Gschwend 3 A 7220 ⊙
- Unterstand Gschwend 2 A 7221 ⊙
- Permanente Waffenstellung Infanterie Gschwend 1 A 7222: Tankbüchse (Tb) ⊙
- Permanente Waffenstellung Infanterie Gschwend 2 A 7223: Tb ⊙
- Permanente Waffenstellung Infanterie Zinggenbach A 7224: Tb ⊙
- Infanteriebunker Gschwend A 7225: 7,5-cm-Feldkanone ⊙
- Unterstand Hölloch 1 A 7226 ⊙
- Unterstand Hölloch 2 A 7227 ⊙
- Infanteriebunker Schurtannen A 7228 ⊙
- Unterstand Schurtannen 4 A 7229 ⊙
- Unterstand Schurtannen 3 A 7230 ⊙
- Unterstand Schurtannen 2 A 7231 ⊙
- Infanteriebunker Schurtannenweid A 7232: Tb mobil ⊙
- Infanteriebunker Feuerschwand 1 Süd A 7233: Mg, Lmg/Beob ⊙
- Infanteriebunker Feuerschwand 2 Nord Mg/Beob A 7234: Mg, Lmg/Beob ⊙

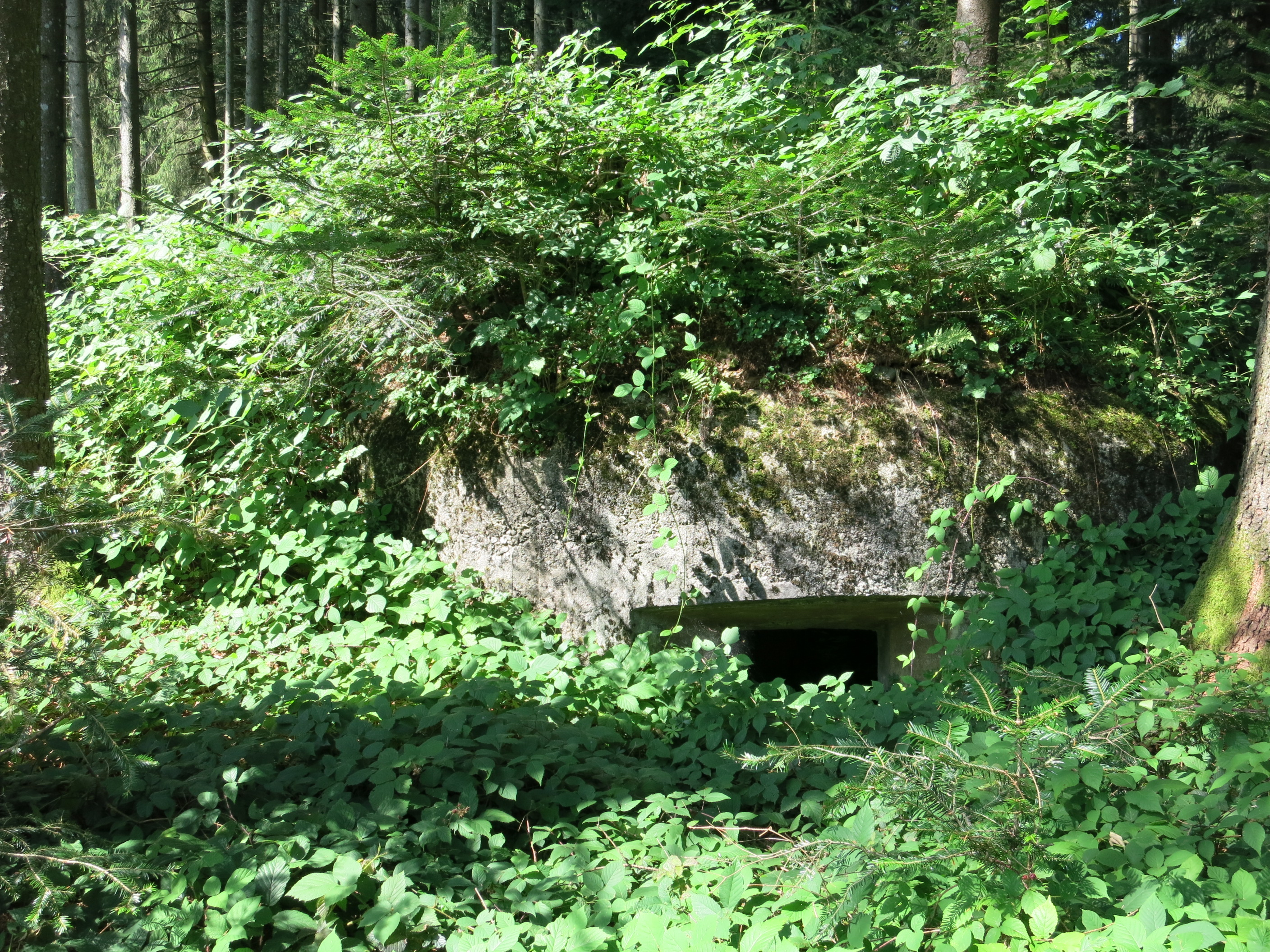
Infanteriebunker Gschwend 2 A 7223
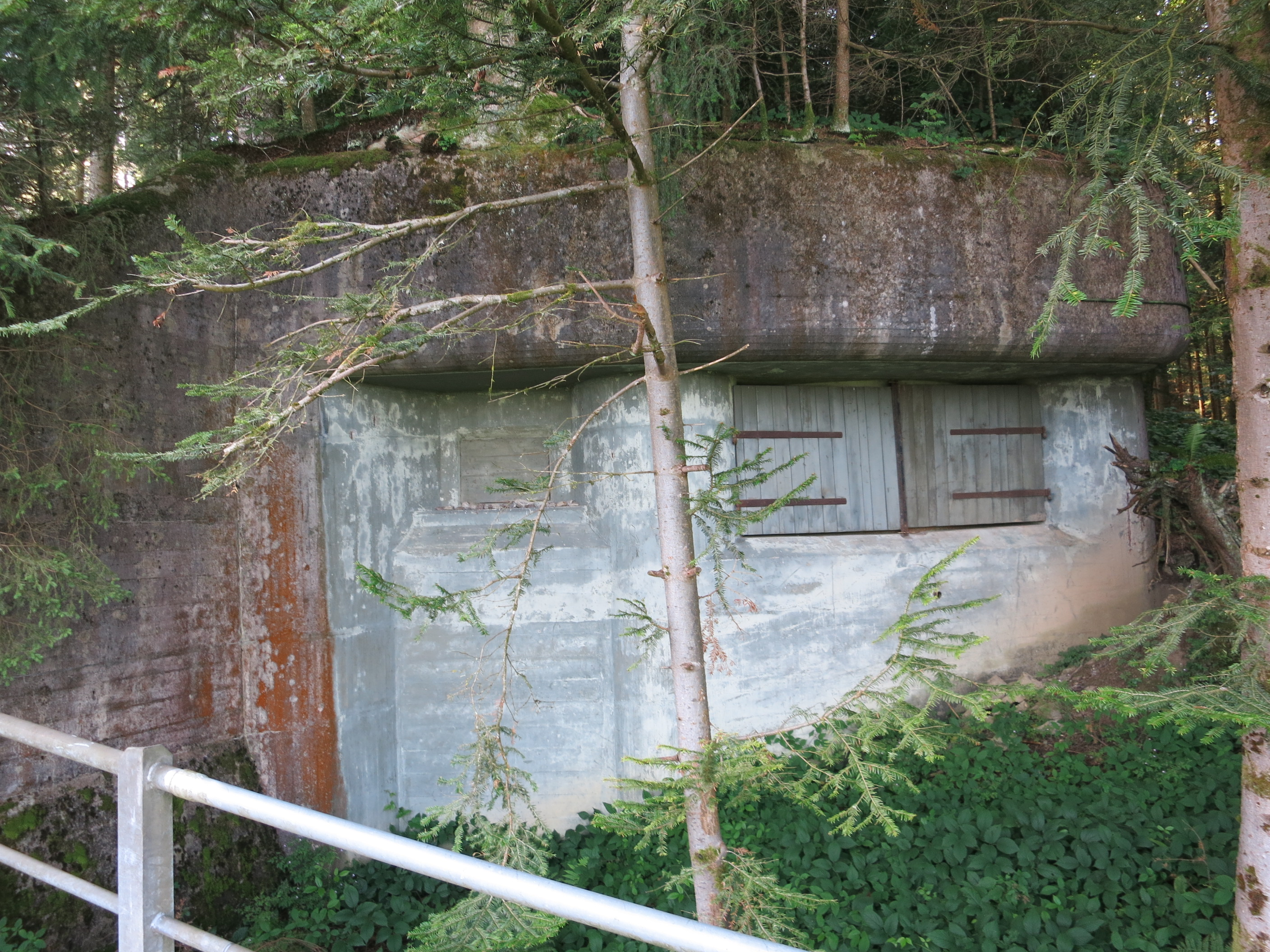
Infanteriebunker Schurtannen A 7228 7,5-cm-Feldkanone
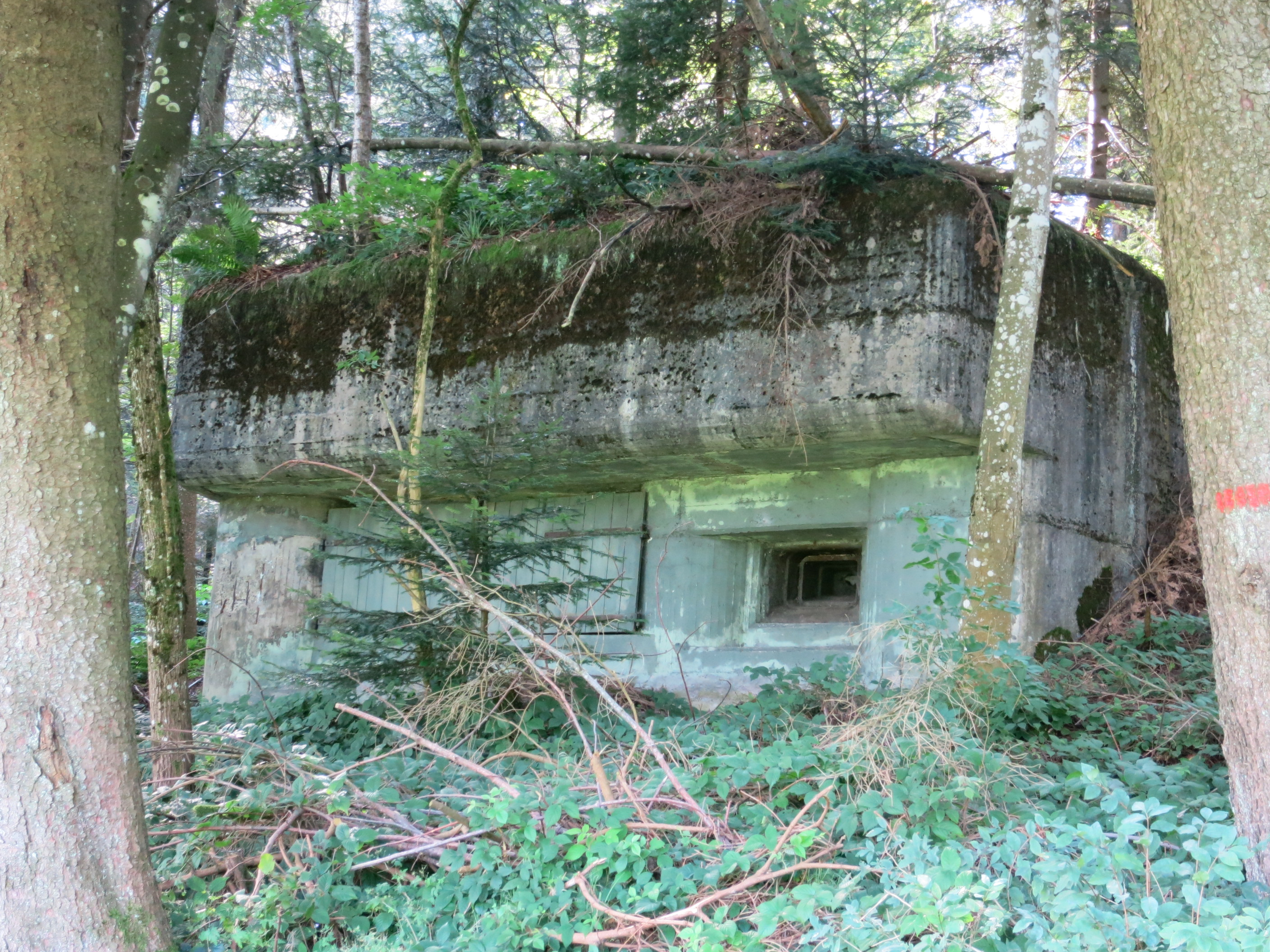
Feuerschwand 1 Süd A 7233
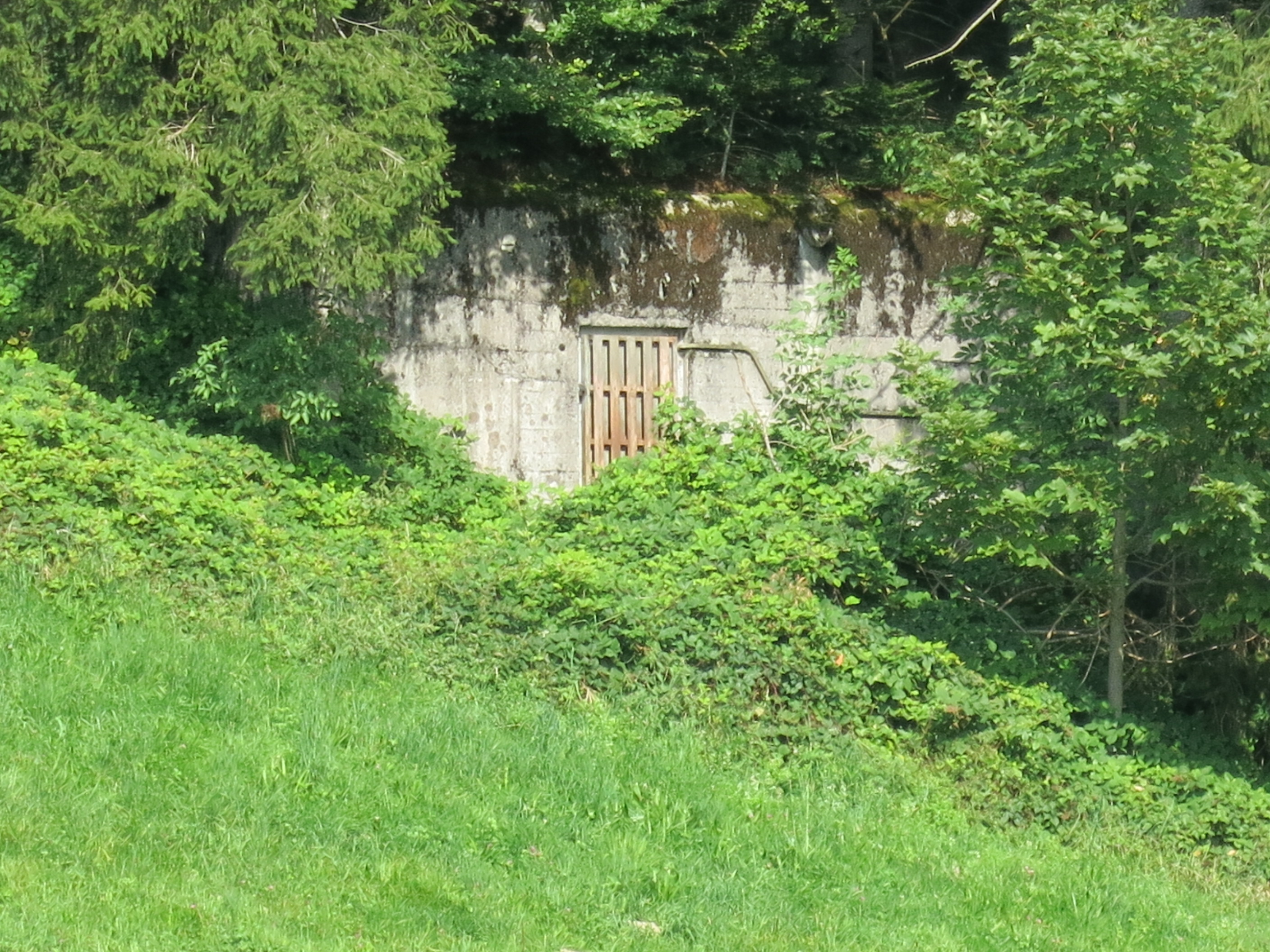
Feuerschwand 2 Nord A 7234

- Unterstand Gubel A 7235 ⊙
- Sprengobjekt Nebenstrasse Oberägeri-Menzingen M 2653
- GPH Feuerschwand T 3650 ⊙
- Barrikade Feuerschwand Brücke T 3650.01
- GPH Schurtannenweid T 3651 ⊙
- Barrikade Schurtannenweid Strasse T 3651.01
- Barrikade Schurtannen links Brücke T 3651.02 ⊙
- Barrikade Schurtannen rechte Brücke T 3651.03
- GPH Zinggenbach T 3652 ⊙
- Barrikade Zinggenbach T 3652.01
- Barrikade Zinggenbach T 3652.02
- GPH Gschwend T 3653 ⊙
- Barrikade Gschwend T 3653.01 ⊙
- Barrikade Lohmatt Seestrasse T 3667
- GPH Lohmatt oberer Weg T 3667.01
- Barrikade Lohmatt Landstrasse T 3668[3][4]

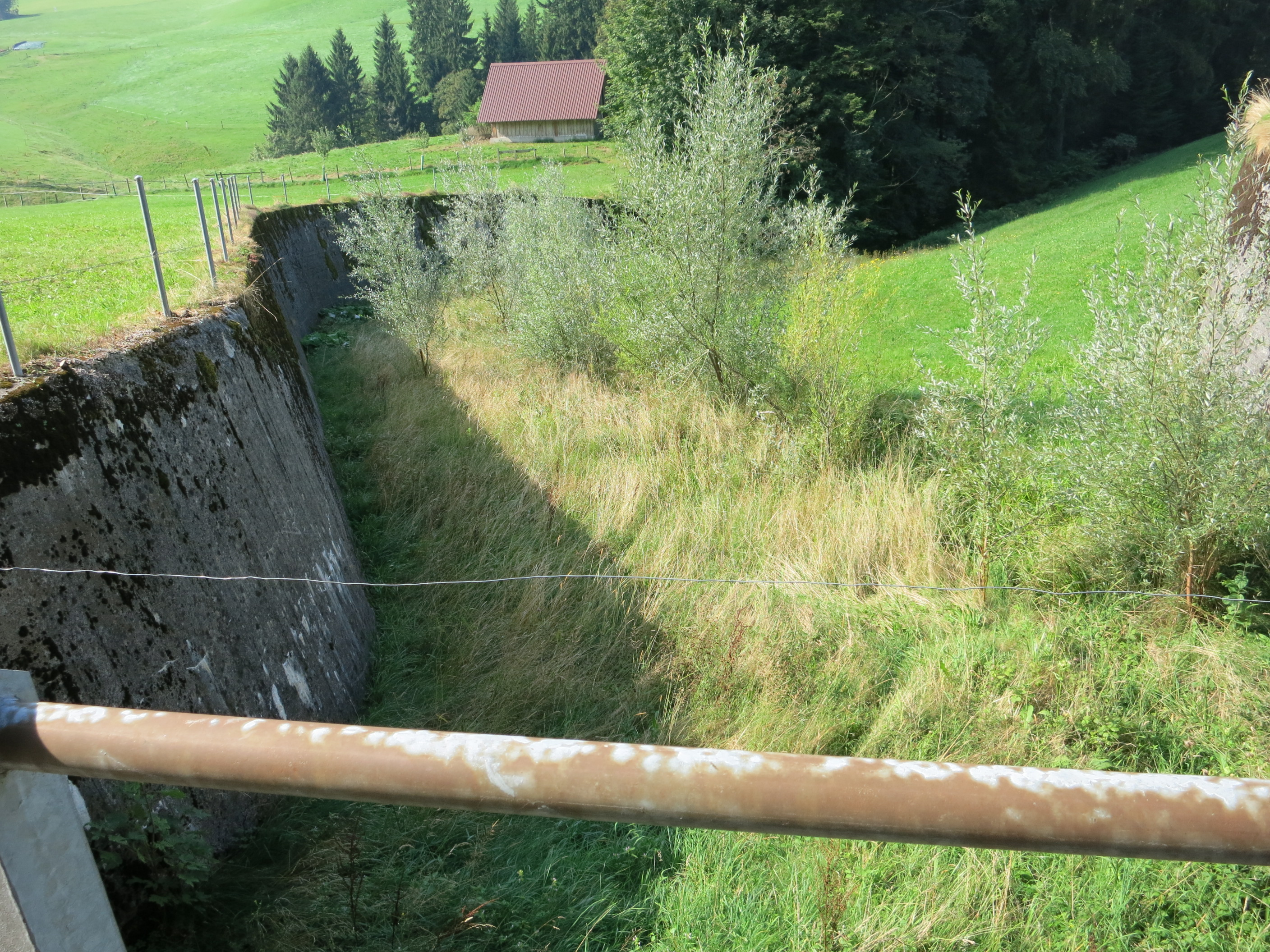
GPH Feuerschwand T 3650
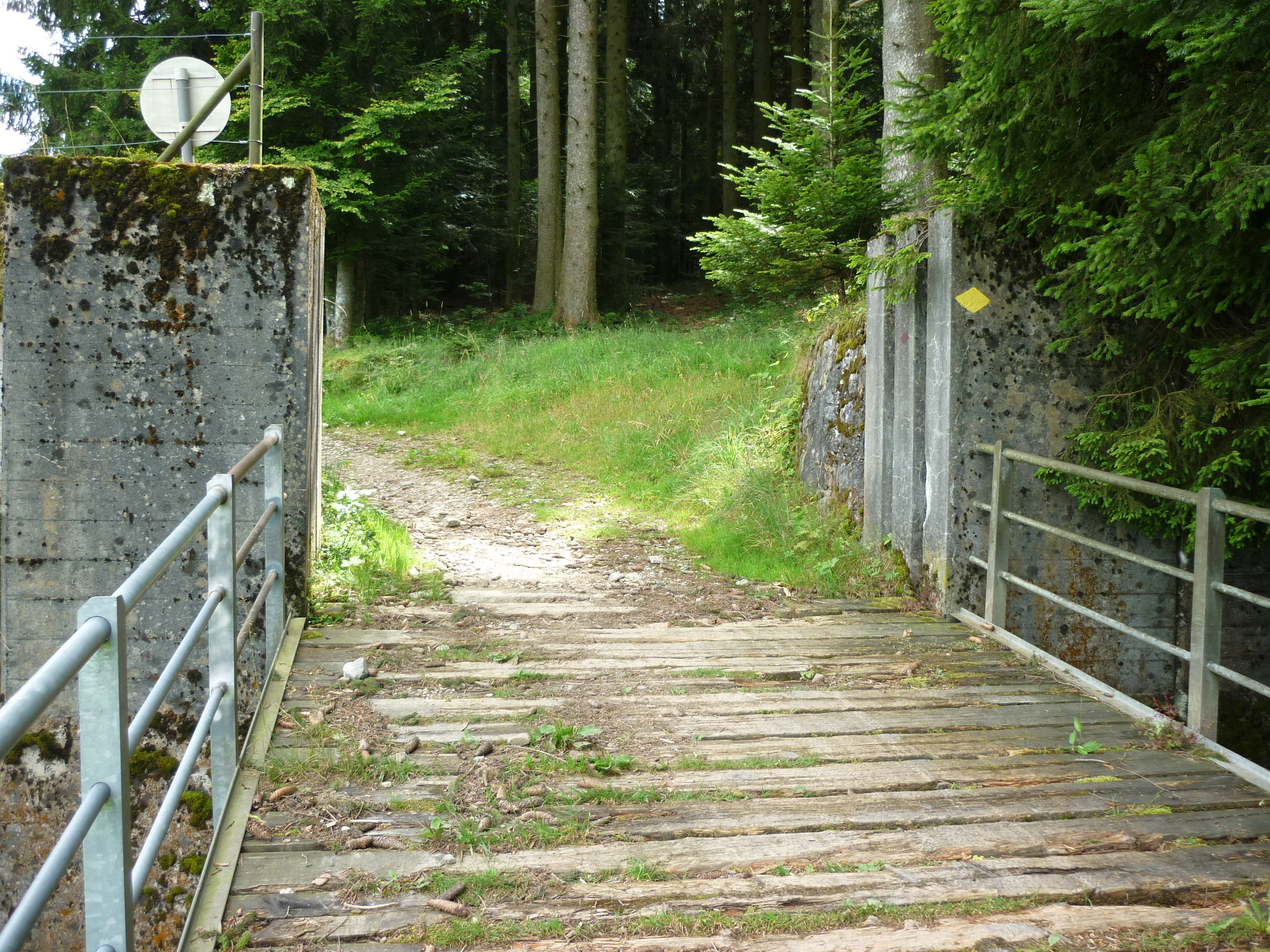
Schurtannenweid Tankmauer T 3651
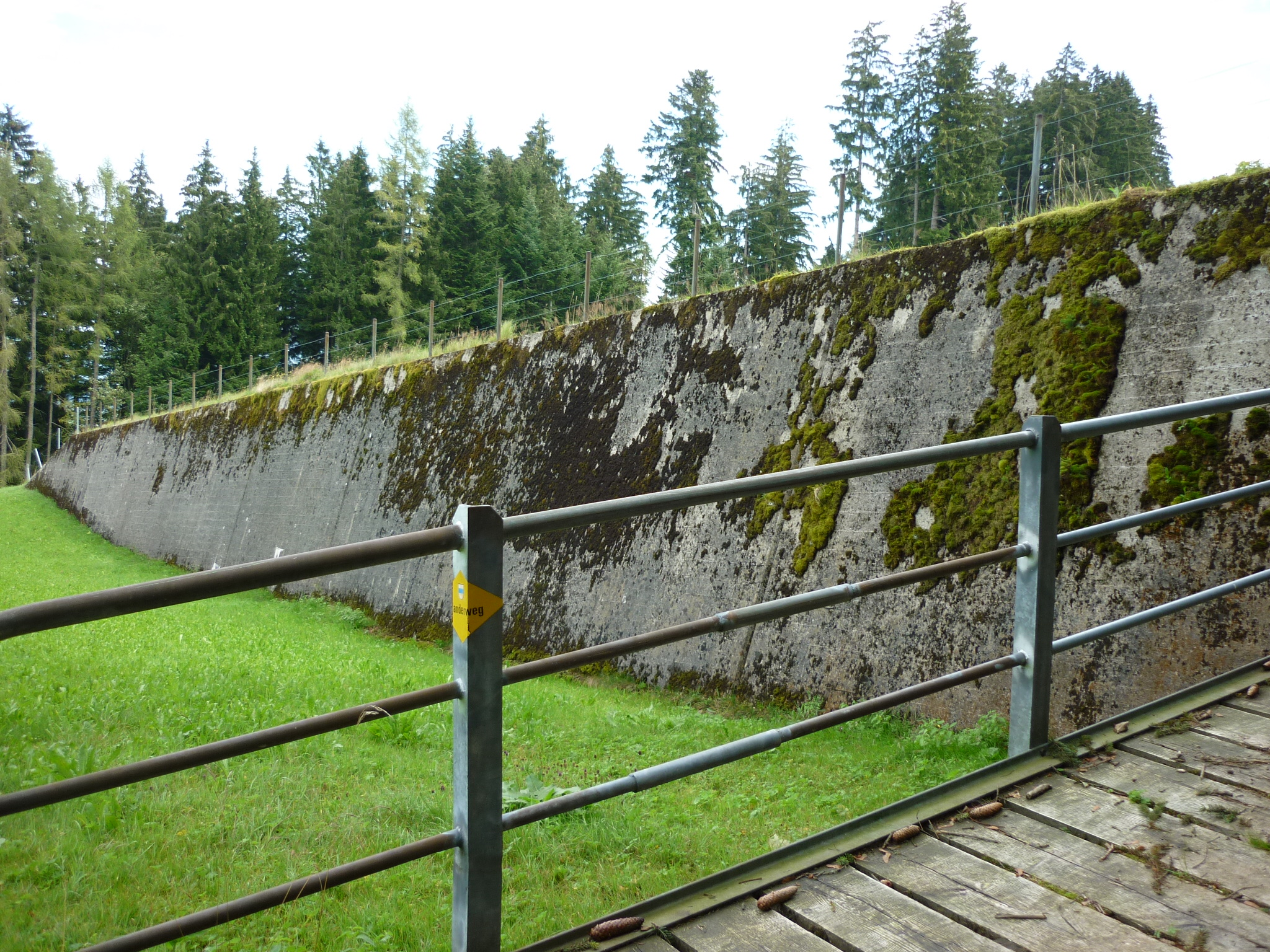
GPH Schurtannen T 3651
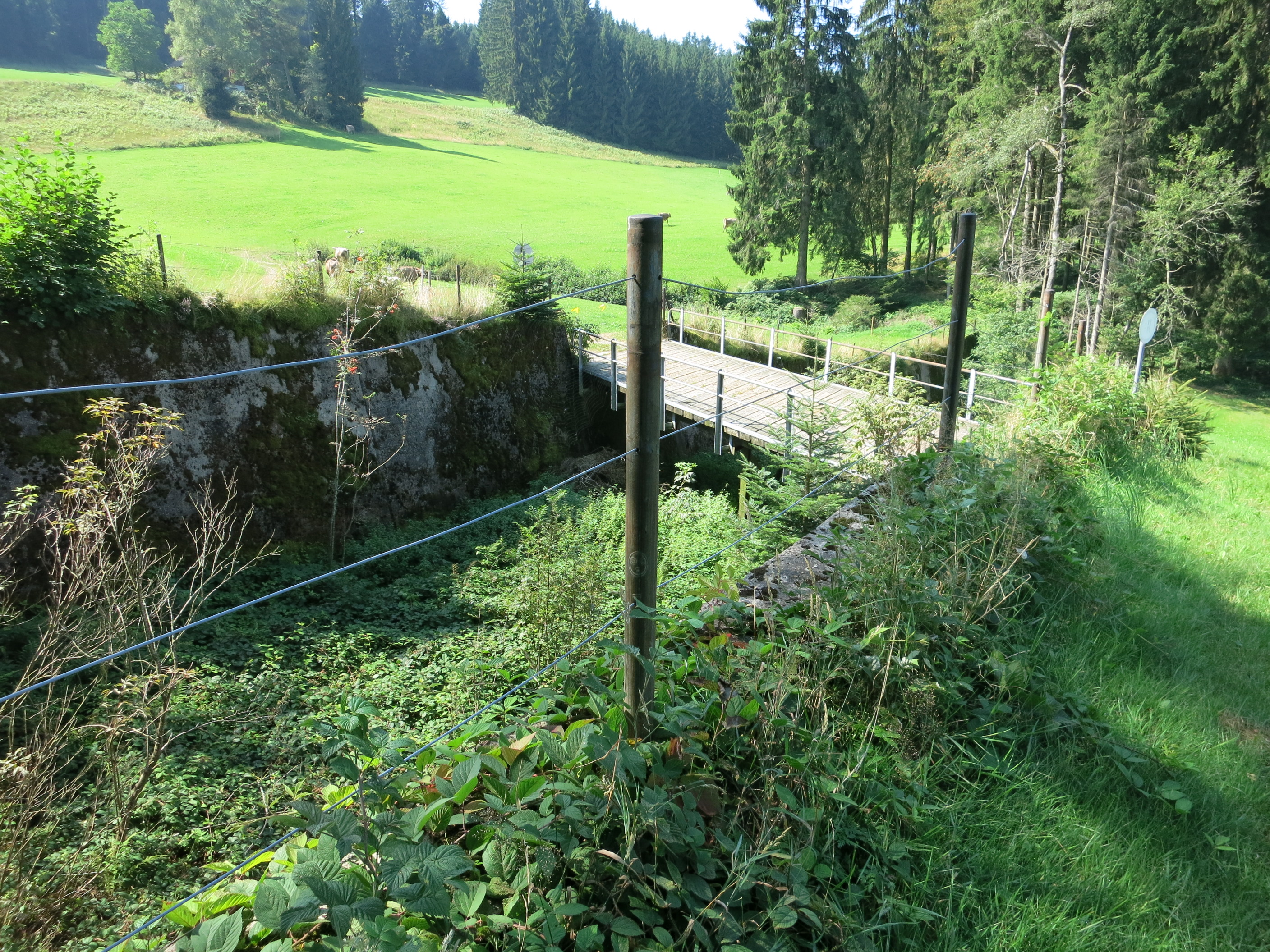
GPH Gschwend T 3653

## Sperrstelle Raten
Die Sperrstelle Raten (Armeebezeichnung Nr. 2413) schloss sich rechts an die Sperrstelle Feuerschwand an. Sie sollte einen Durchbruch über den Raten-St. Jost ins Ägerital und Richtung Sattel und umgekehrt verhindern. Das Füsilierbataillon 65 besetzte acht Infanteriebunker mit Maschinengewehren (Mg). Die Fliegerdeckung wurde mit 20-mm-Flabkanonen sichergestellt, eine davon auf einem hölzernen Flabturm. 
- Unterstand Gottschalkenberg 8 A 7172 ⊙
- Unterstand Gottschalkenberg 7 A 7173 ⊙
- Unterstand Gottschalkenberg 6 A 7174 ⊙
- Unterstand Gottschalkenberg 3 A 7175 ⊙
- Unterstand Gottschalkenberg 2 A 7176 ⊙
- Unterstand Gottschalkenberg 1 A 7177 ⊙
- Unterstand Gottschalkenberg 4 A 7178 ⊙
- Unterstand Gottschalkenberg 5 A 7179 ⊙
- Unterstand Mangeli 1 A 7180 ⊙
- Unterstand Mangeli 2 A 7181 ⊙
- Infanteriebunker Käfigbach 1 Nord A 7182: Mg, Lmg/Beob ⊙
- Infanteriebunker Käfigbach 2 Süd A 7183: Mg, 2 Lmg/Beob ⊙
- Unterstand Alosen 2 A 7184 ⊙
- Unterstand Alosen 1 A 7185 ⊙
- Bunker für mobiles Mg Alosen 3 A 7186 ⊙
- Infanteriebunker Alosen A 7187: Mg, Lmg/Beob ⊙
- Alosen Schwand Zugsunterstand ⊙

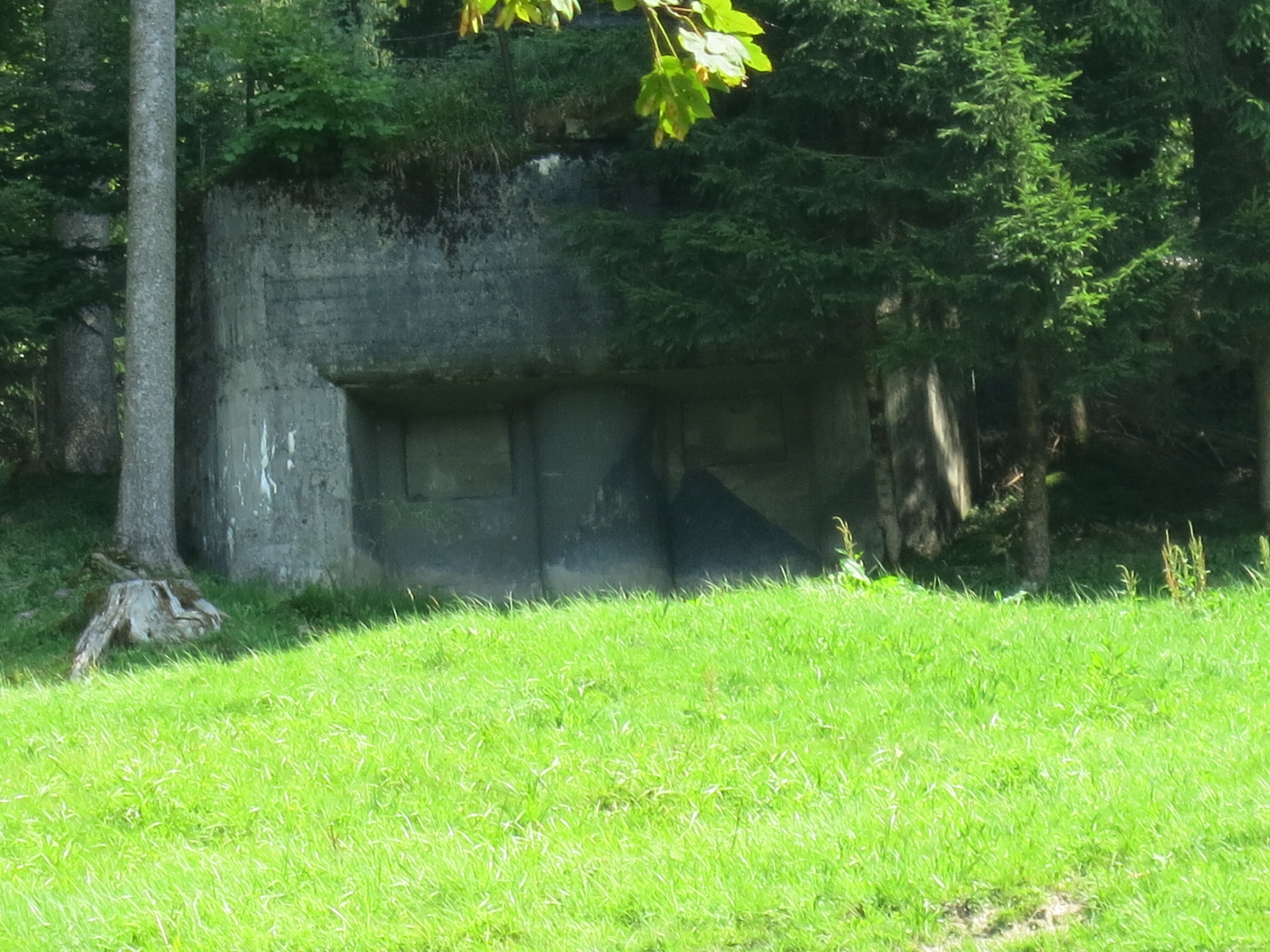
Käfigbach 1 Nord A 7182
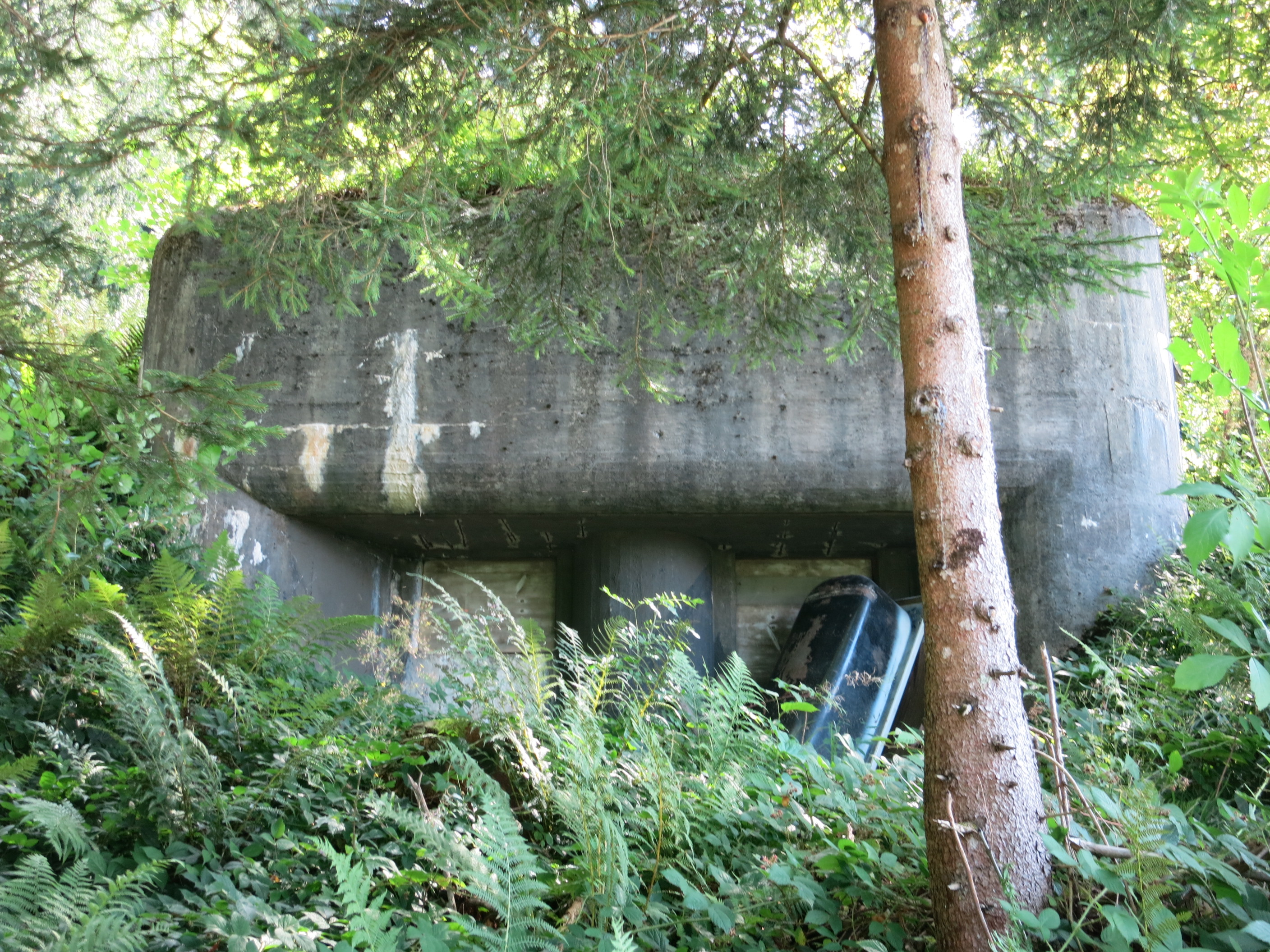
Käfigbach 2 Süd A 7183
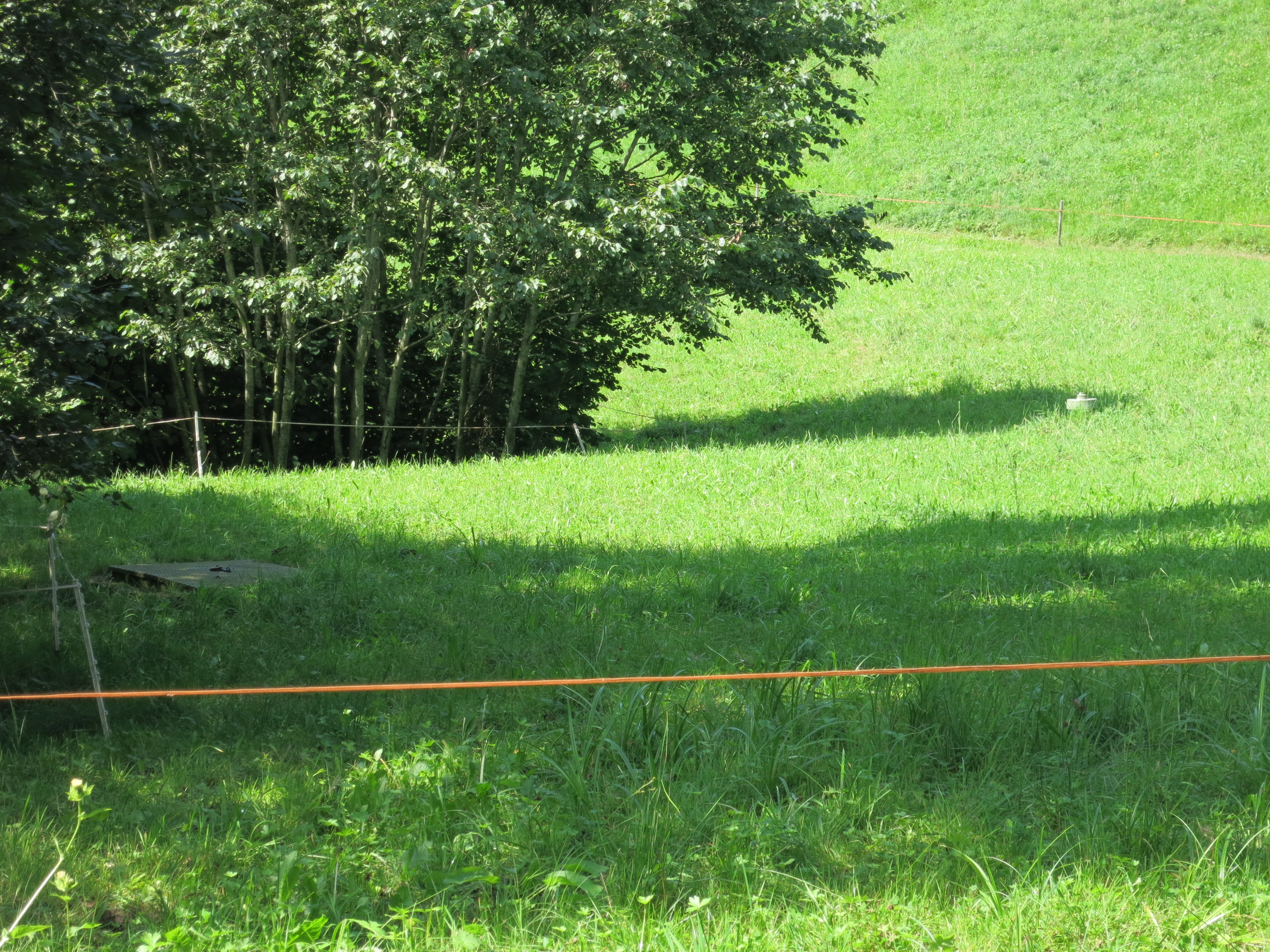
Alosen Schwand Zugsunterstand

- Infanteriebunker Raten 8 A 7188: Mg, Lmg/Beob ⊙
- Infanteriebunker St. Jost Raten 7 A 7189: Mg, Lmg/Beob ⊙
- Infanteriebunker Raten 6 A 7190: Mg, 2 Lmg/Beob ⊙
- Infanteriebunker Raten 5 A 7191: Mg, Lmg/Beob ⊙
- Infanteriebunker Raten 4 A 7192: Mg, Lmg/Beob ⊙
- Infanteriebunker Raten 3 A 7193: Mg, Lmg/Beob ⊙
- Infanteriebunker Raten 2 A 7194: Mg, Lmg/Beob ⊙
- Infanteriebunker Raten 1 A 7195: Mg, 2 Lmg/Beob A 7195 ⊙
- Unterstand Wildspitz 3 A 7155 ⊙
- Permanente Minensperre Strasse Haltsäge ⊙
- Kleinunterstand Finsterseebrücke Bostadel ⊙
- Kleinunterstand Nettenbach ⊙
- Kleinunterstand Boden 1 ⊙
- Kleinunterstand Boden 2 ⊙

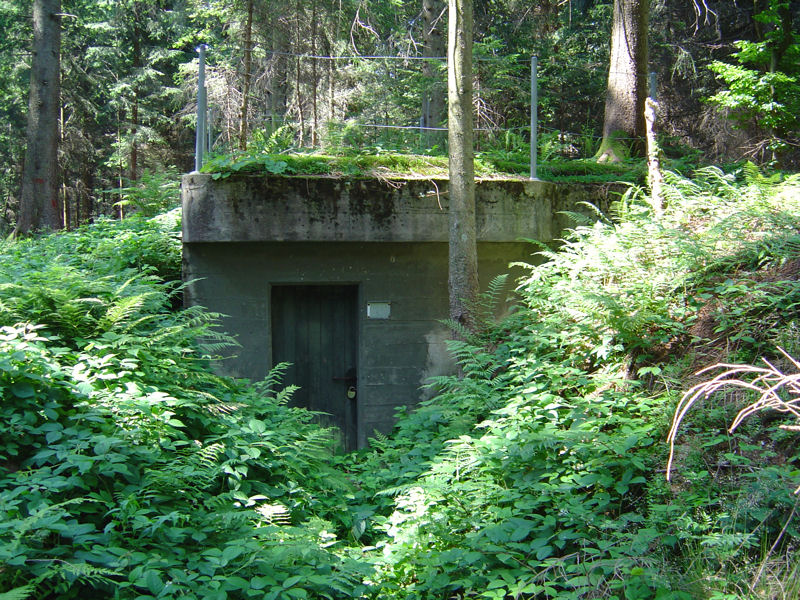
Unterstand Gottschalkenberg
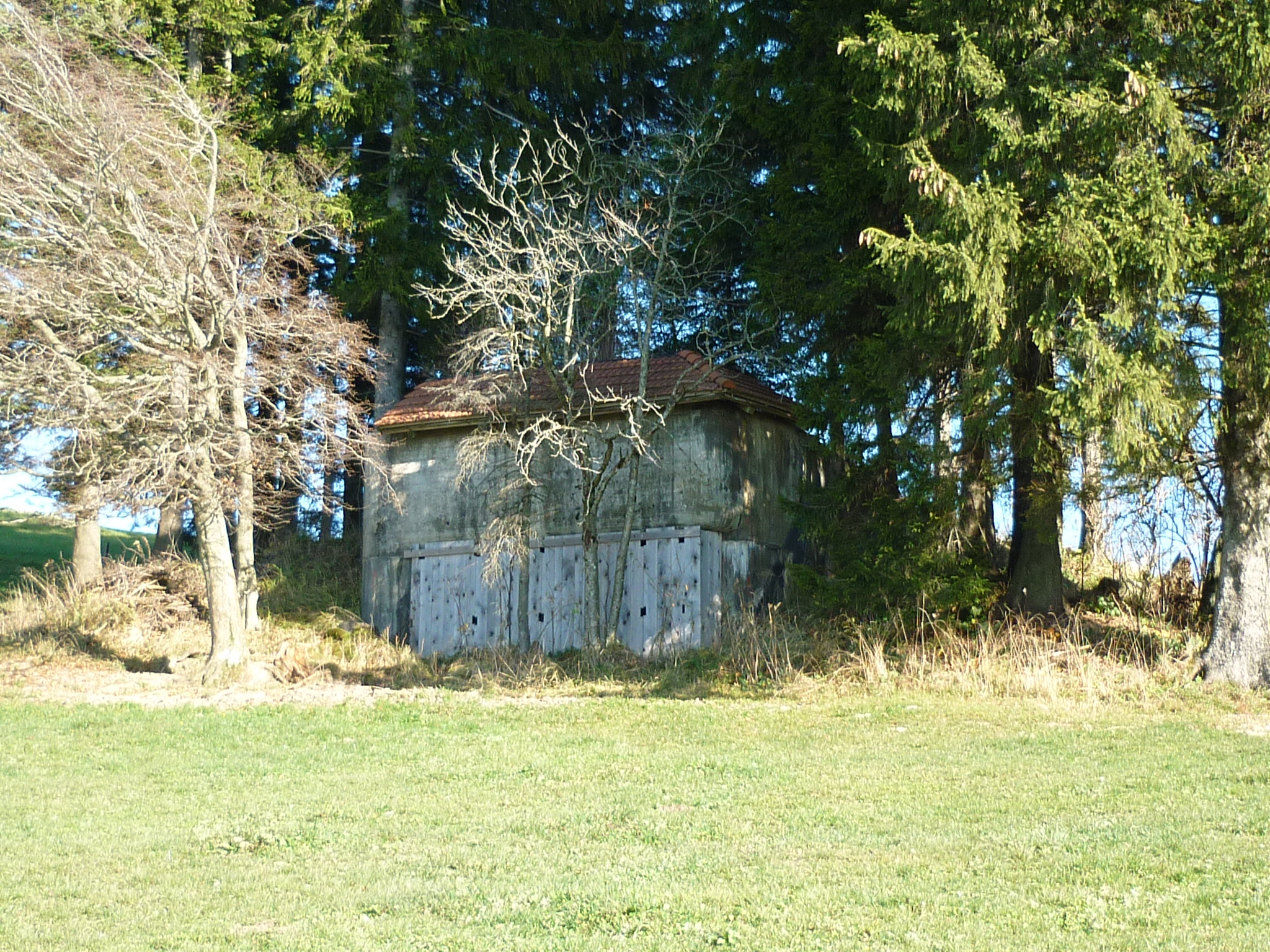
Infanteriebunker Raten 3 A 7193
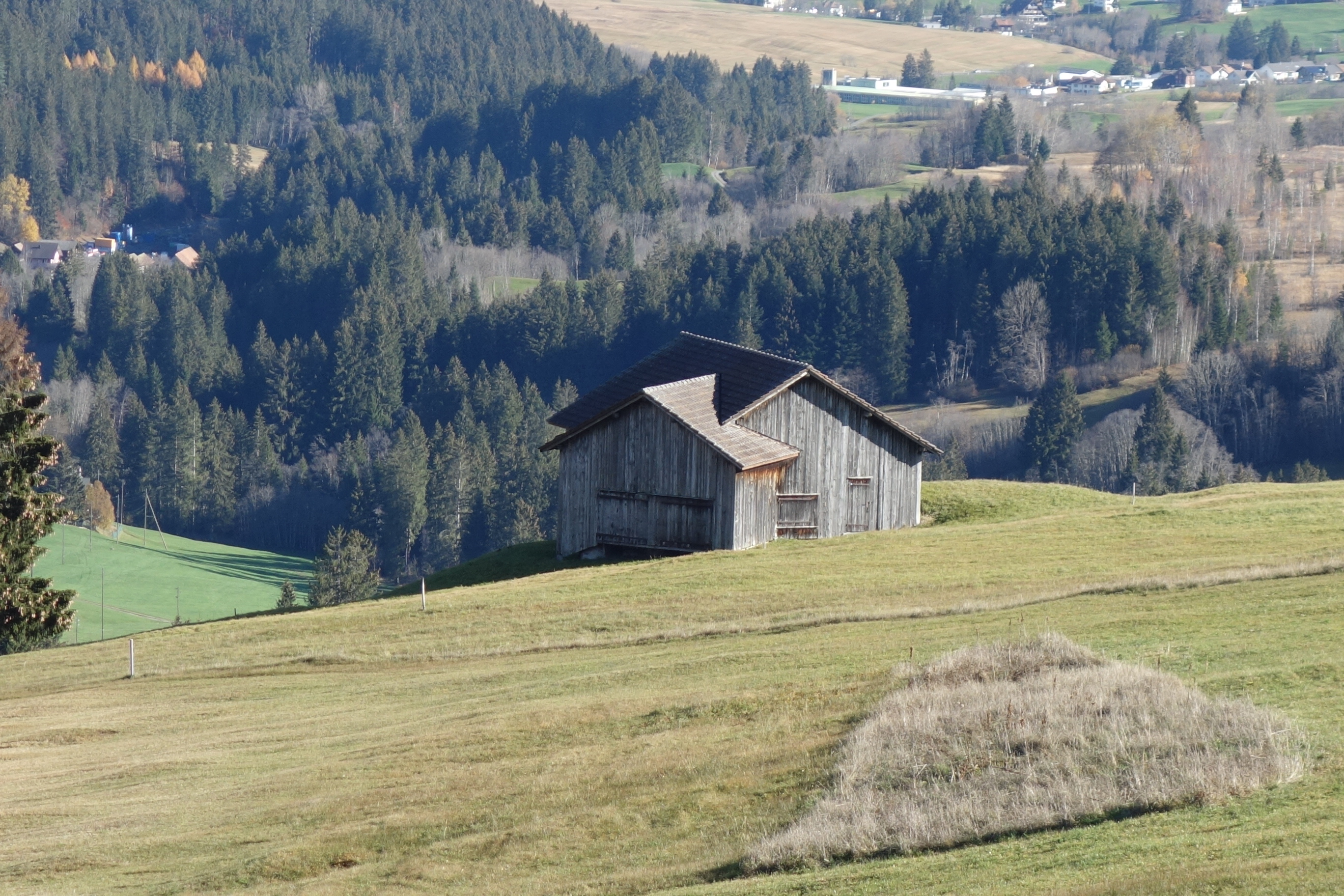
Infanteriebunker Raten 1 A 7195
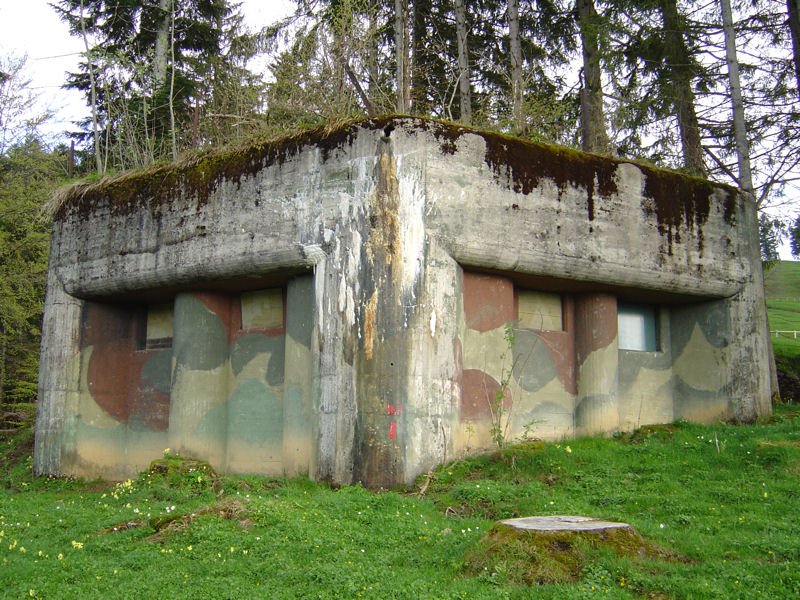
Infanteriebunker Raten

## Sperrstelle Altmatt-Schönenboden SZ
Die Teilsperre Altmatt-Schönboden hatte aus dem Raum Biberbrücke durchgedrungene Gegner aufzuhalten. Drei Bunker (7,5-cm Feldkanonen, Mg) ein 4,7-cm Ik-Bunker, zwei Mg-Bunker und ein Kleinunterstand wurden vom Füsilierbataillon 71 besetzt. Im rückwärtigen Raum gab es zwei Artilleriekommandoposten (A 7204,  A 7205). Das Flab-Detachement 74 hatte drei 20-mm-Flabkanonen aufgestellt.
- Unterstand Schönenboden 4 A 7200 ⊙
- Infanteriebunker Schönenboden 3 A 7201 ⊙
- Infanteriebunker Schönenboden 2 A 7202 ⊙
- Infanteriebunker Schönenboden 1 A 7203 ⊙
- Kaverne KP Rank Feuerleitstelle Artillerieabteilung (Flst Art Abt) A 7204 ⊙
- Kaverne KP Findling (Flst Art Abt) A 7205 ⊙

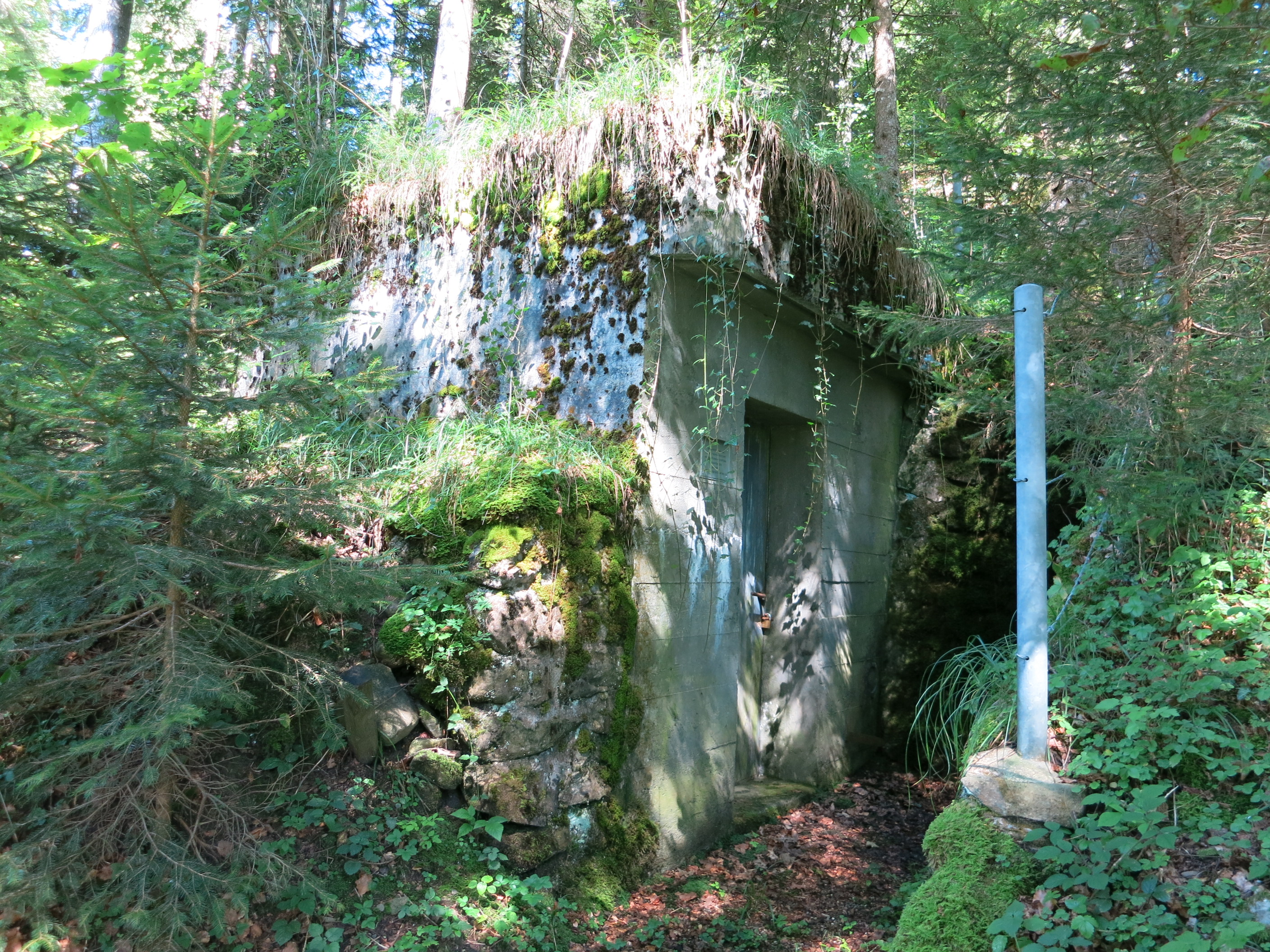
Unterstand Schönenboden 4 A 7200
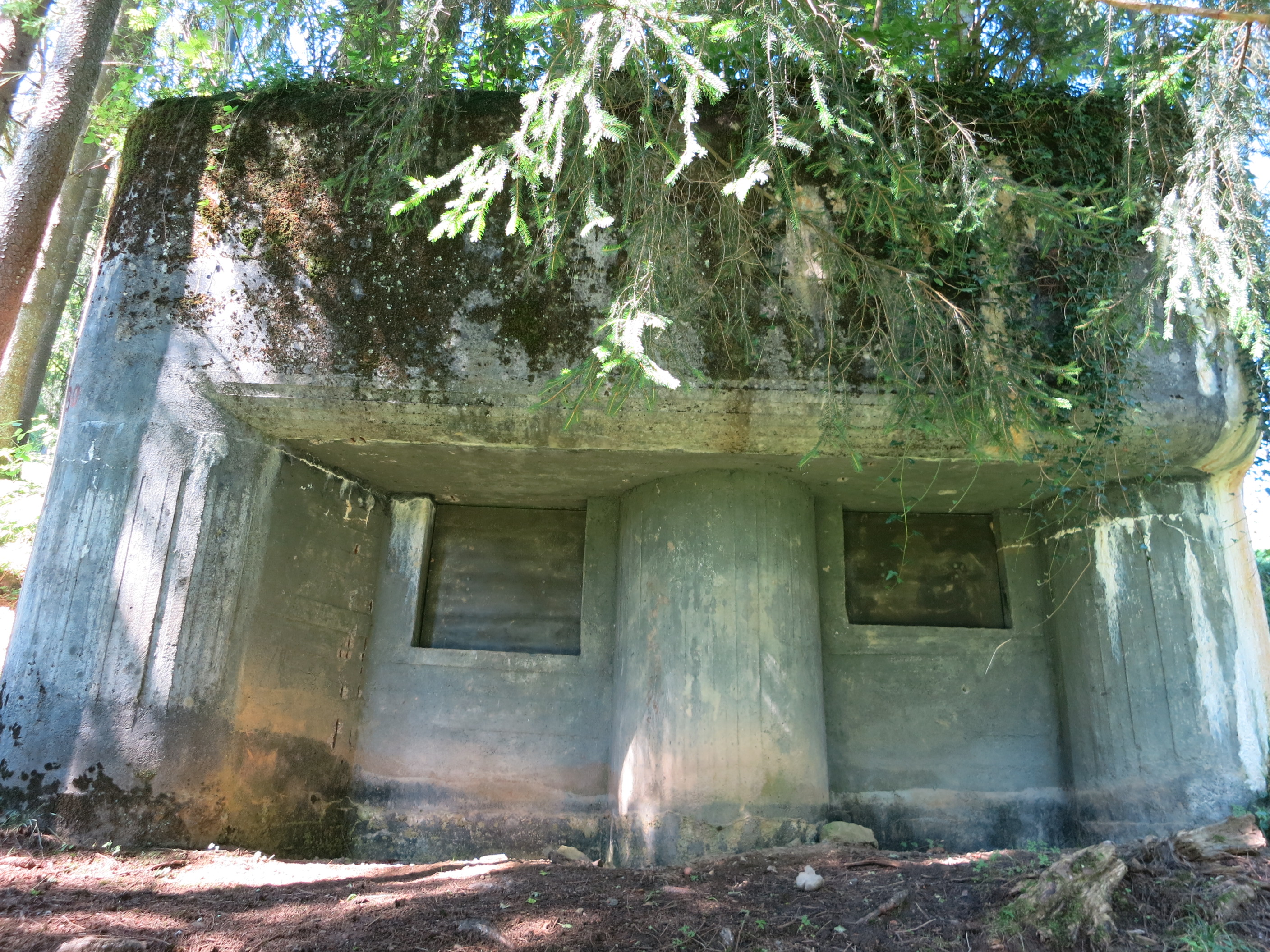
Infanteriebunker Schönenboden 3 A 7201
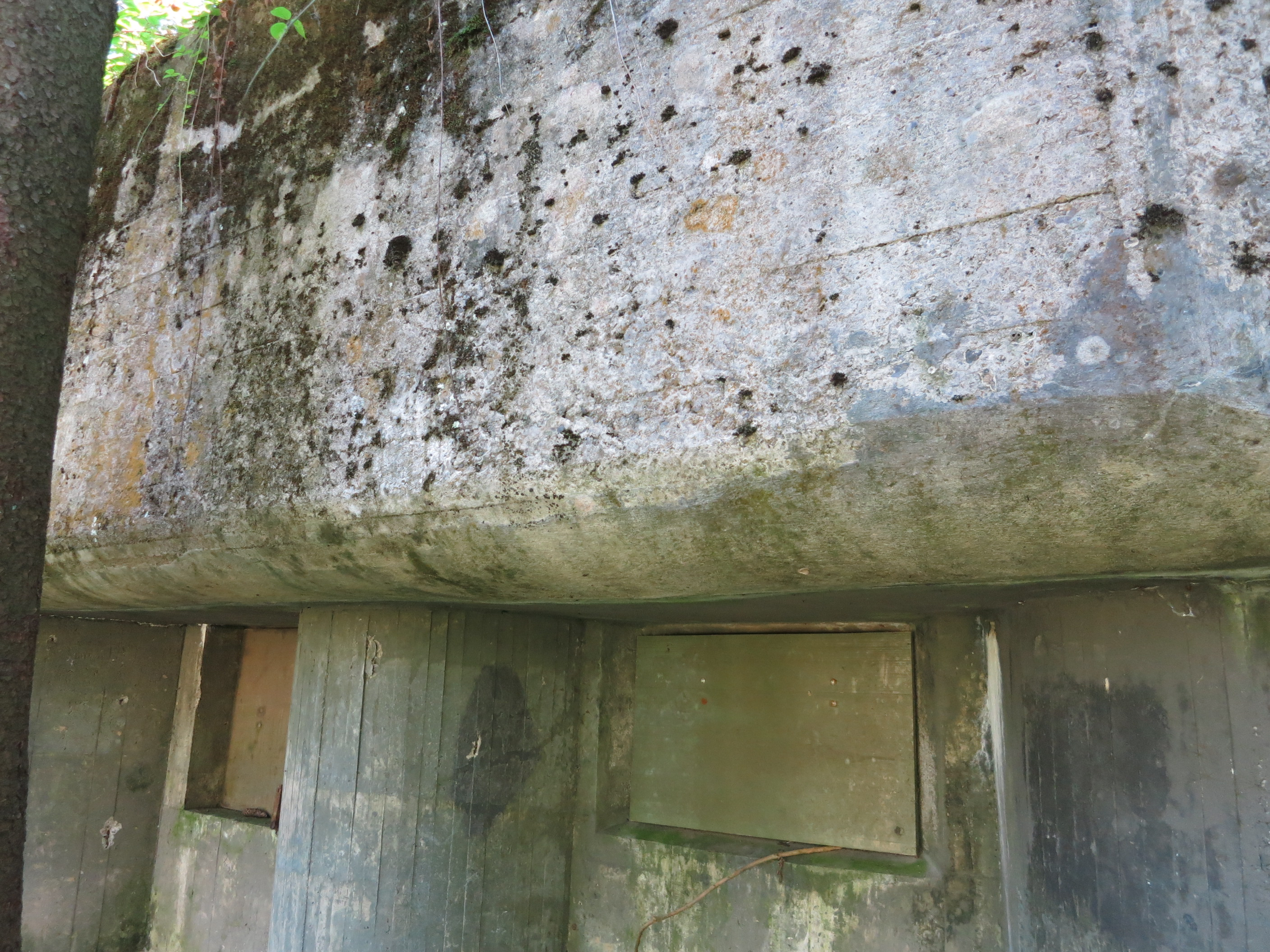
Infanteriebunker Schönenboden 2 A 7202
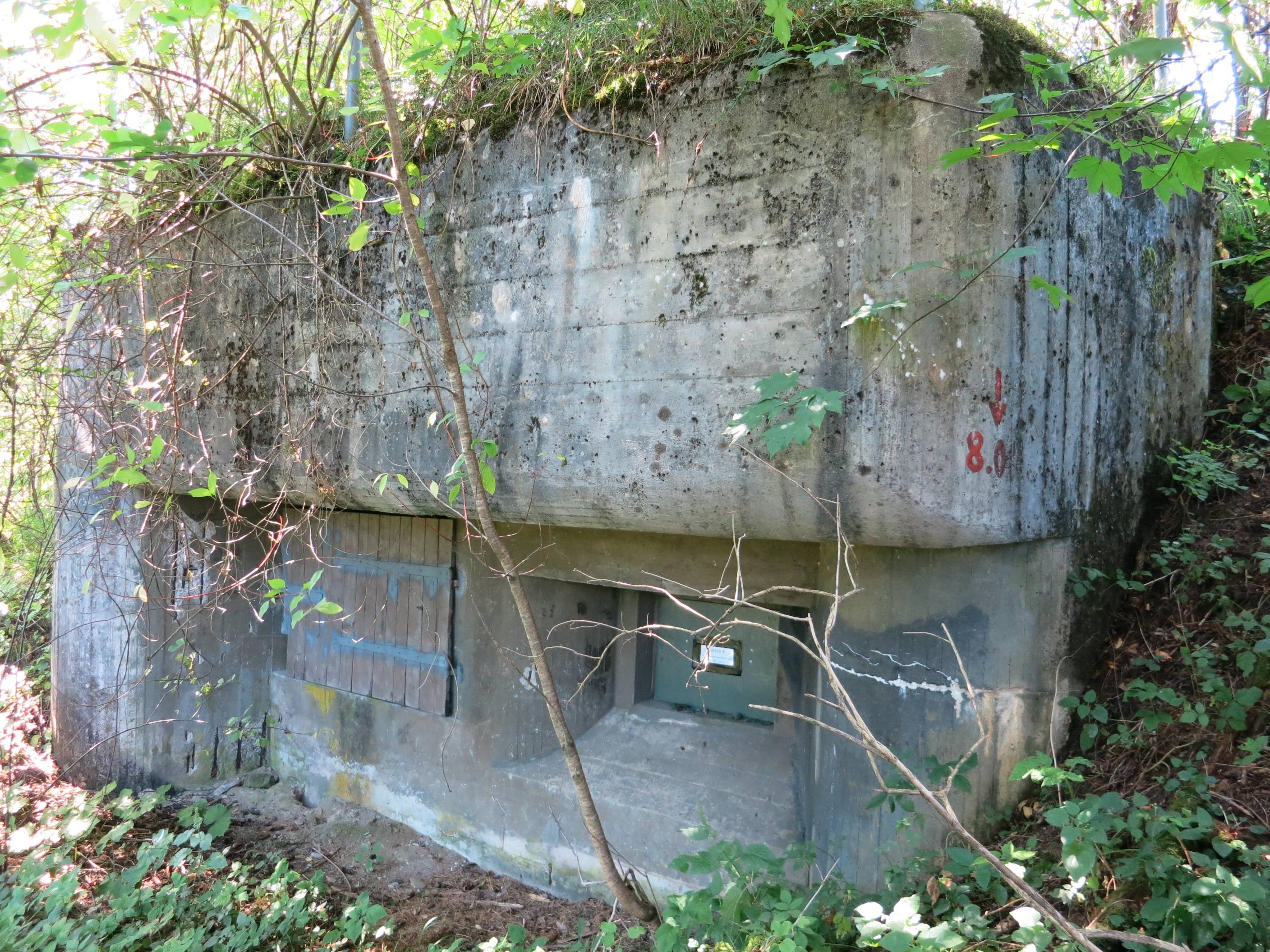
Infanteriebunker Schönenboden 1 A 7203
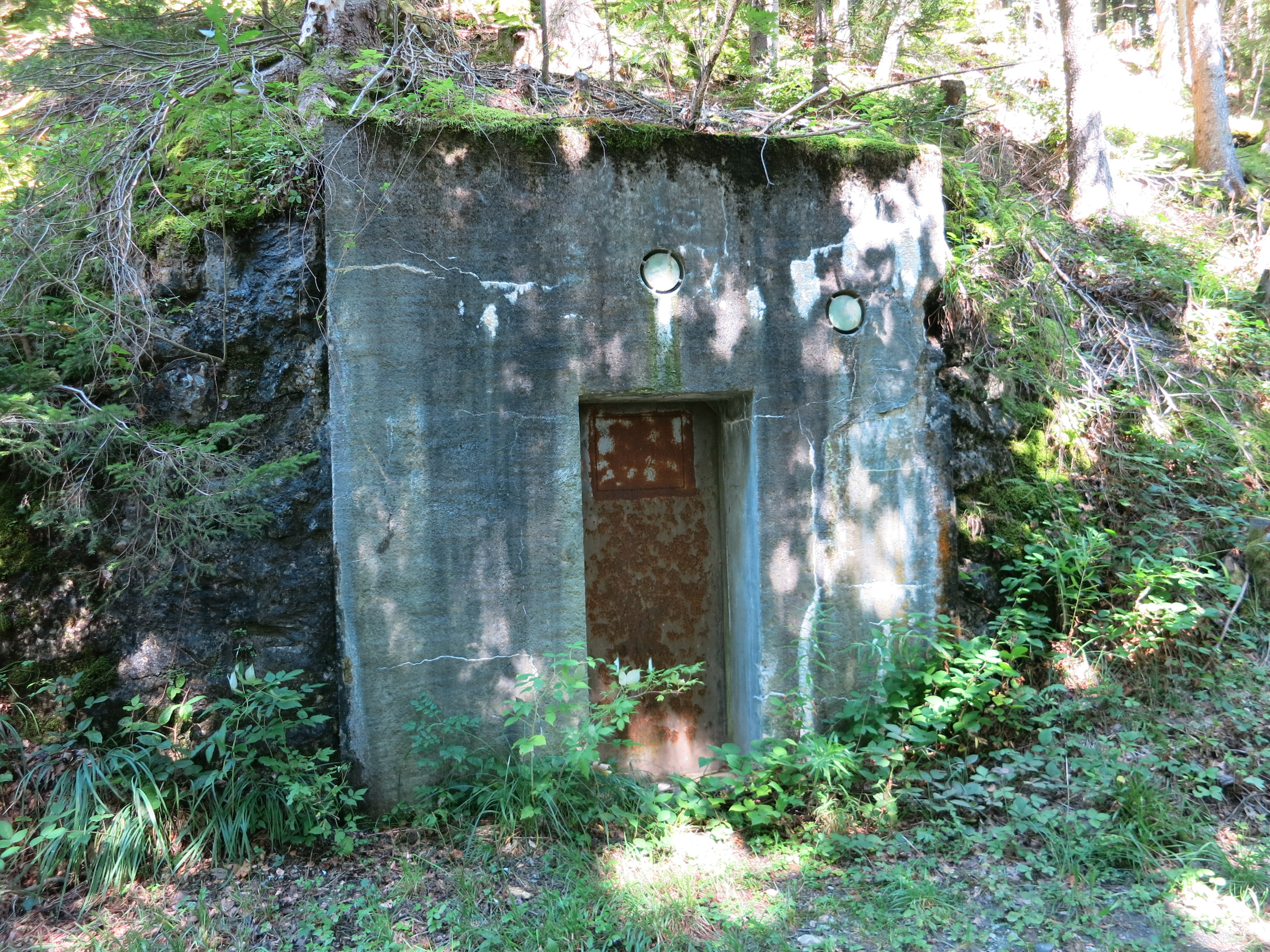
Kaverne KP Rank Feuerleitstelle Artillerieabteilung A 7204

- Infanteriebunker Altmatt 3 SOB A 7206 ⊙
- Infanteriebunker Altmatt 2 A 7207 ⊙
- Infanteriebunker Altmatt 1 A 7208 ⊙

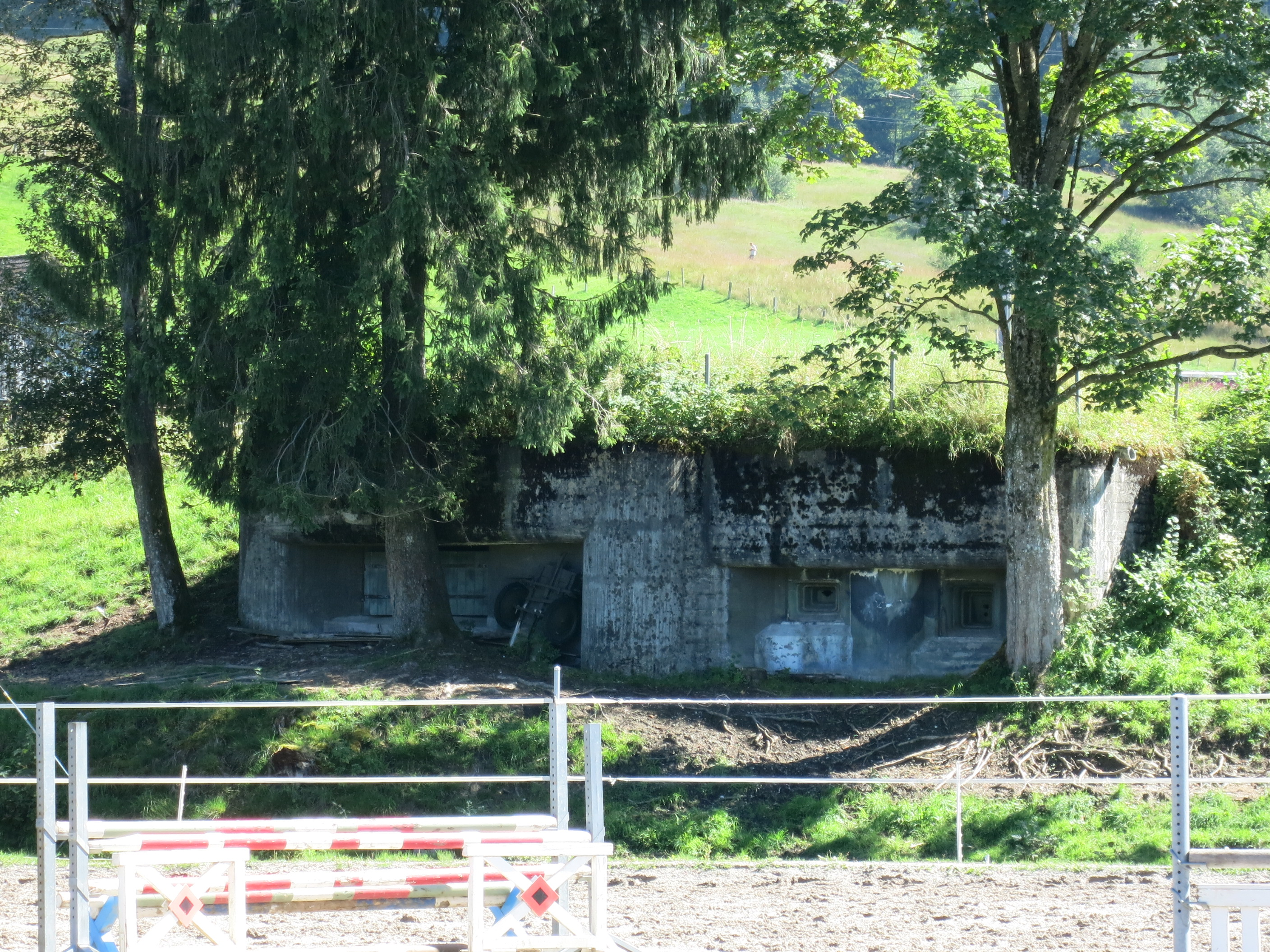
Infanteriebunker Altmatt 3 SOB A 7206
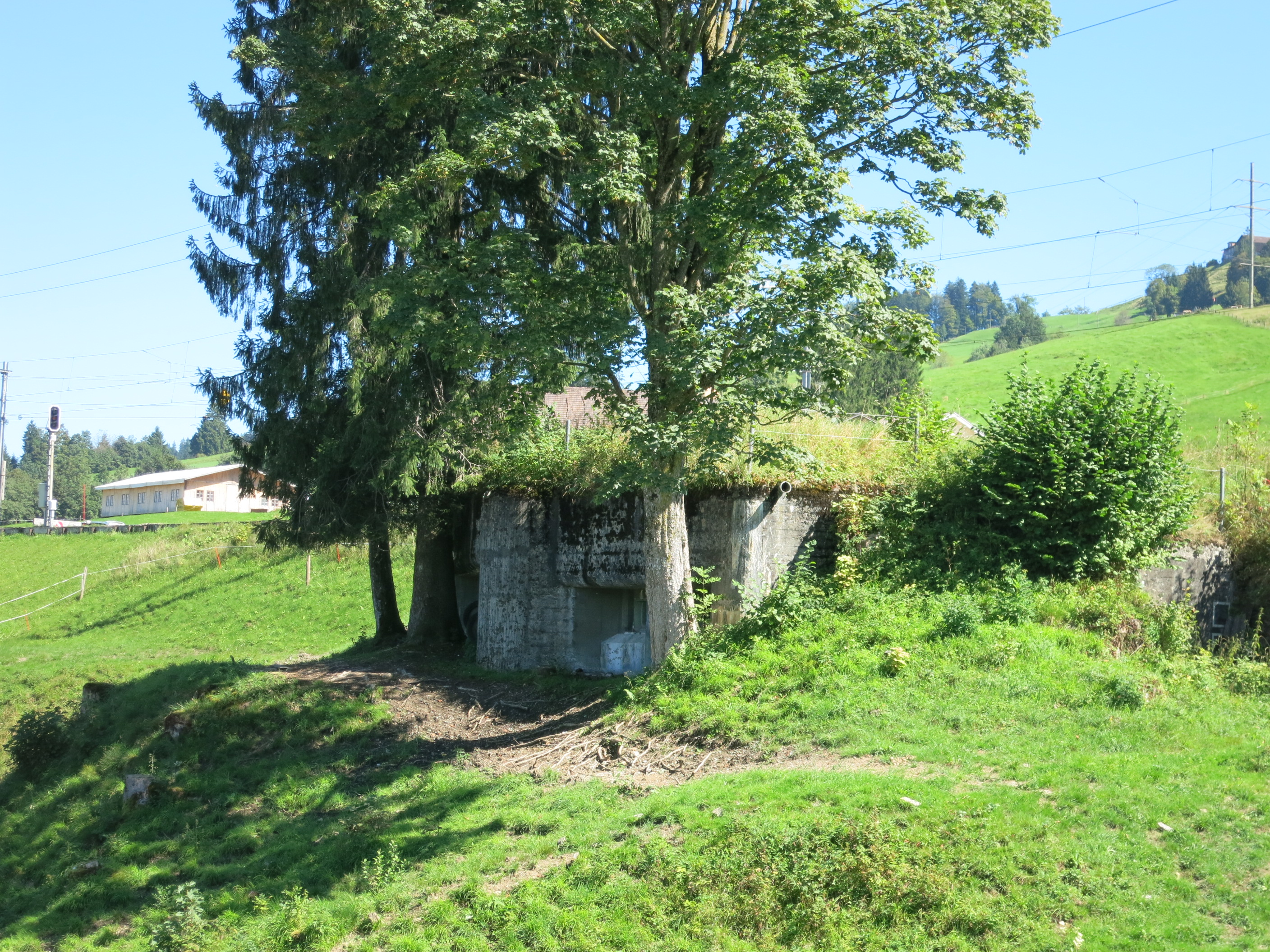
Infanteriebunker Altmatt 3 SOB A 7206
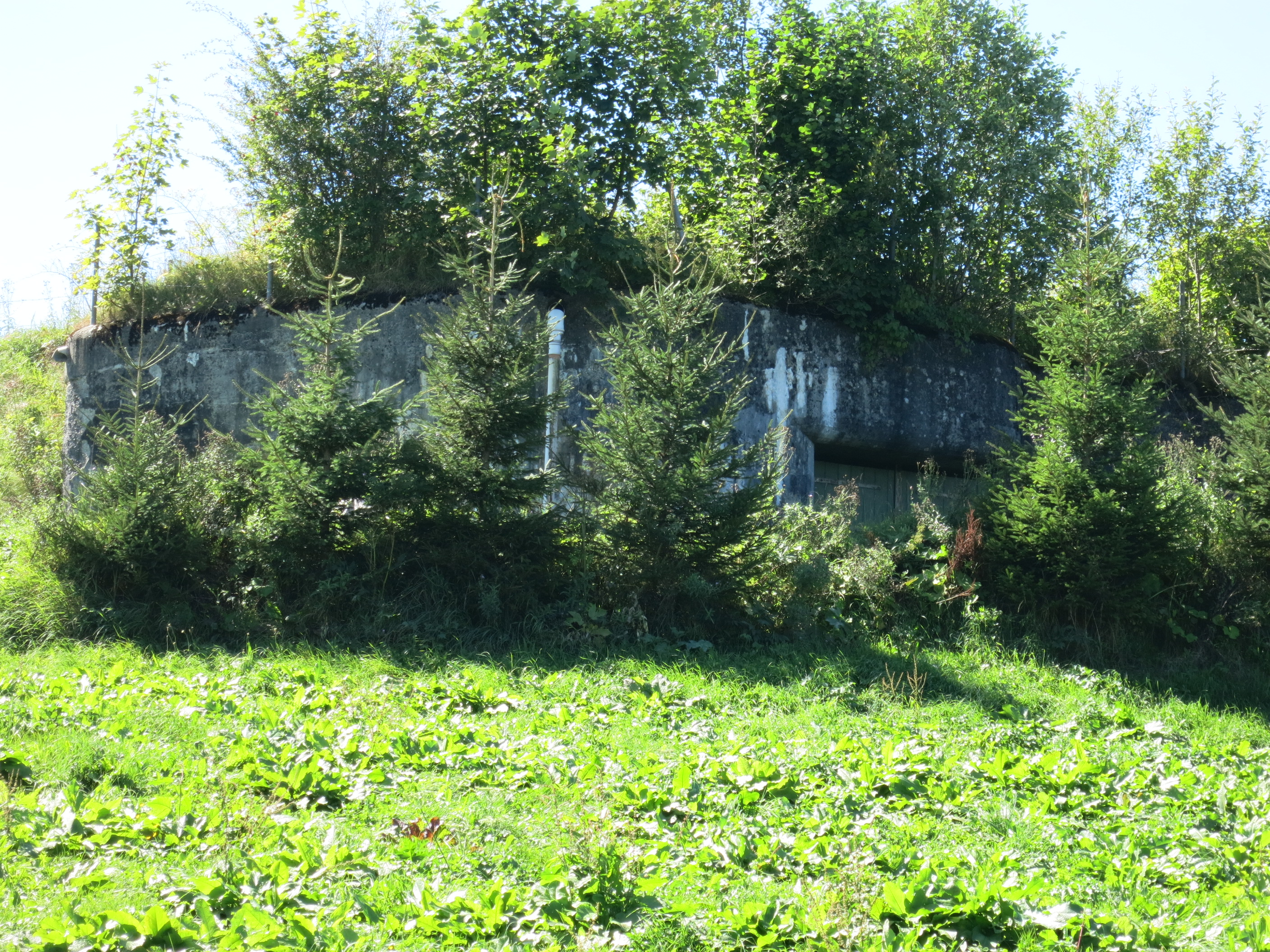
Infanteriebunker Altmatt 2 A 7207
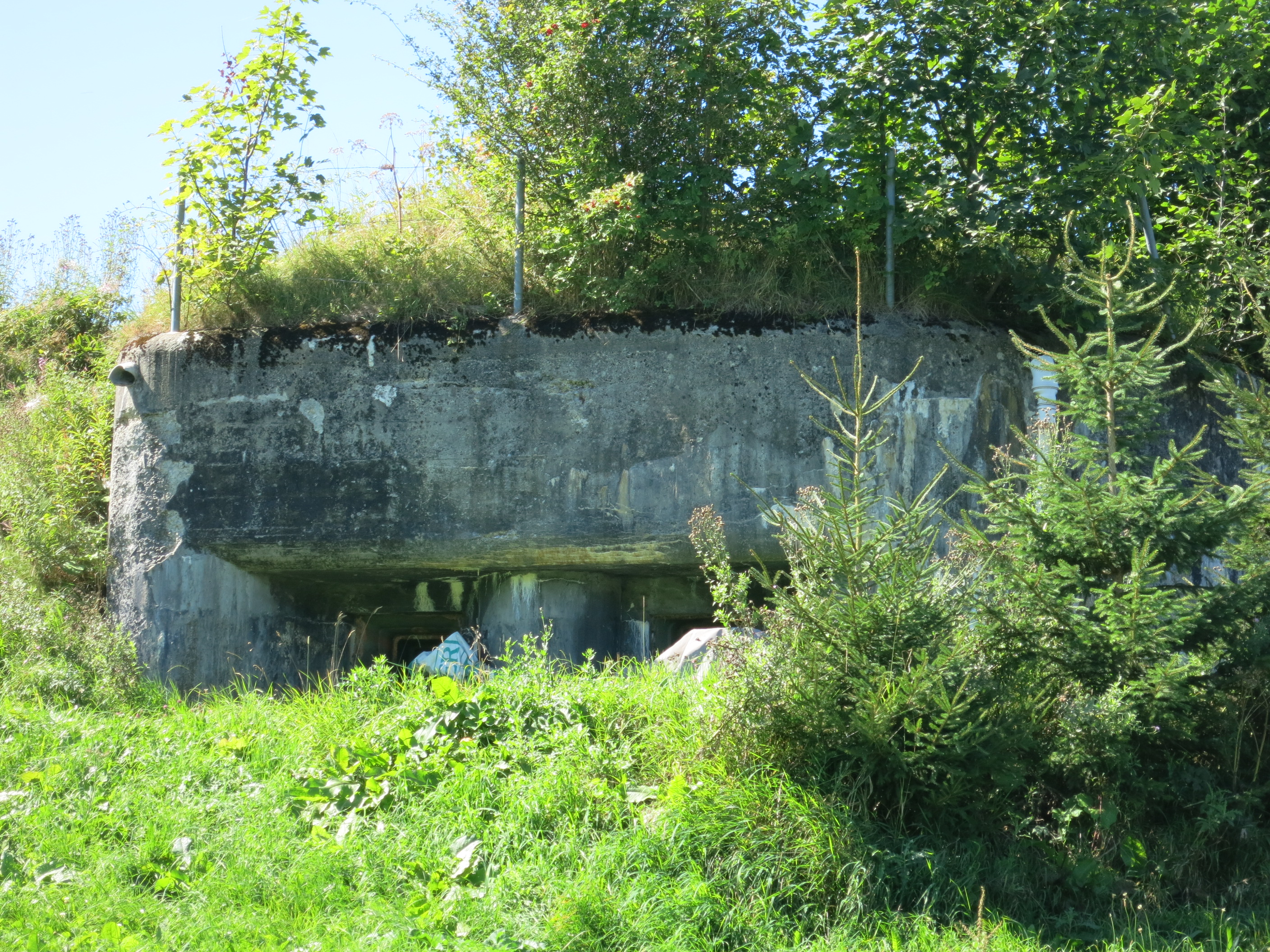
Infanteriebunker Altmatt 2 A 7207

- Sprengobjekt Strasse Alosen-Raten M 2677 ⊙
- Barrikade Altmatt Strasse T 3640 ⊙
- Barrikade Bahn Altmatt-SOB T 3641 ⊙
- Barrikade Dorfbach-Oberägeri T 3669
- Barrikade Strasse Oberägeri-Alosen T 3669
- Barrikade Alosen T 3670
- Barrikade Zigerhüttli-Grindel T 3671 ⊙
- Barrikade Waldschlag-Grindel T 3671.01
- Barrikade Zwischenbäch-Rämsli T 3672
- Barrikade Zwischenbäch-Harüti T 3672.01
- Barrikade Ländli T 3673
- Flabturm

## Artilleriestellungen Rothenthurm und Umgebung

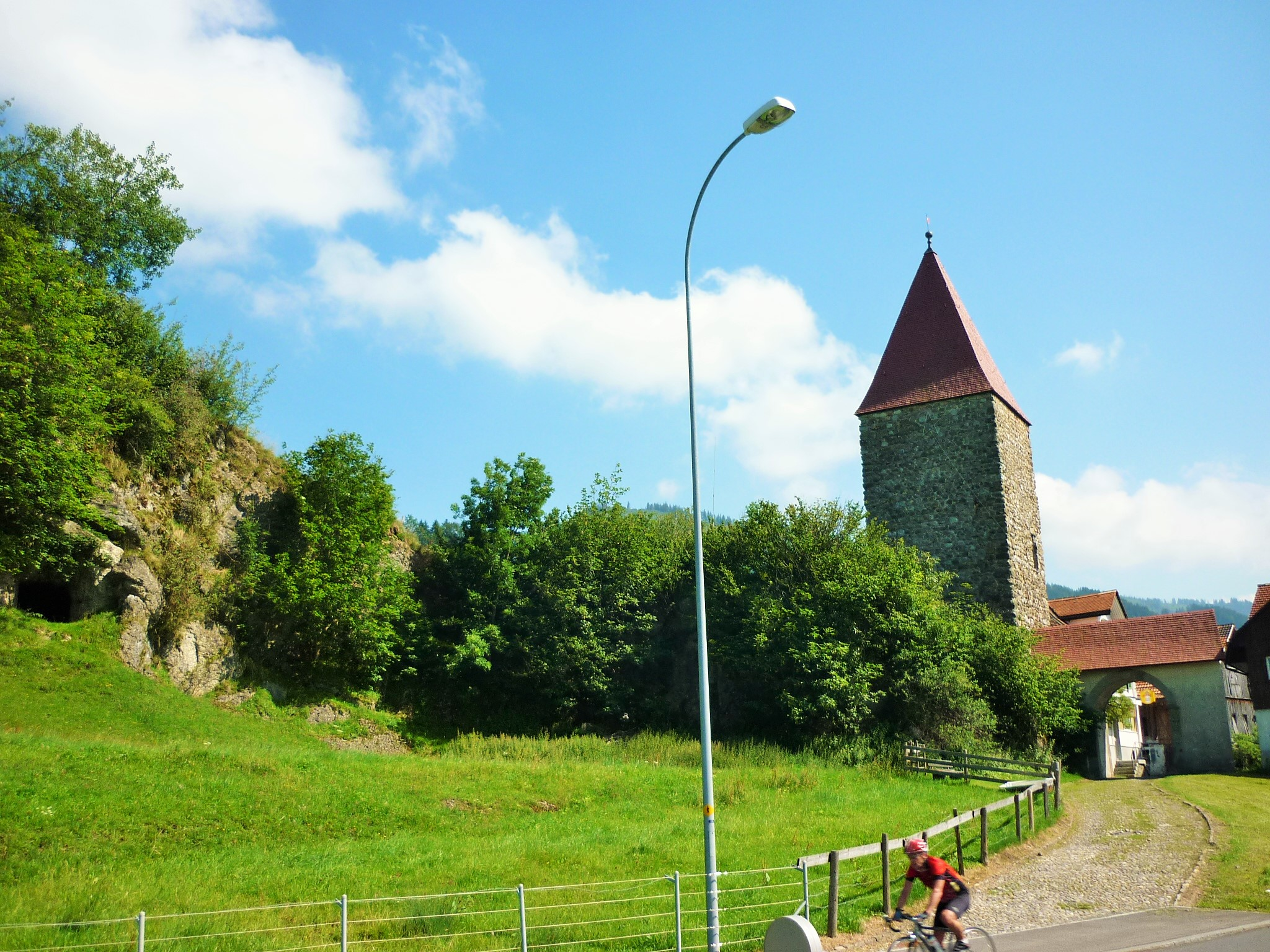
Kavernen für 7,5-cm-Feldkanone 03 als Pak, Rothenthurm

In Turnern und Biberegg wurden betonierte Stellungen und Unterstände für die Schwere Motorkanonen-Abteilung 6 gebaut. In Lützelmatt, Rothenthurm SZ und Schmiedenen wurden für die Feldartillerie-Abteilung 18/Feldbatterie 64, 65 und 66 befestigte Stellungen für 7,5-cm-Feldkanonen 03/22 gebaut.
- Artilleriestellung Turnern A 7377–7380 ⊙⊙⊙⊙
- Artilleriestellung Turnern A 7383–7386 ⊙⊙⊙⊙
- Unterstand Turnern A 7381, 7382, 7387 ⊙⊙⊙
- Artilleriestellung Biberegg A 7390–7398 ⊙⊙⊙⊙
- Artilleriestellung Biberegg A 7400–7408 ⊙⊙⊙⊙⊙
- Unterstand Biberegg A 7392, 7397, 7404 ⊙⊙⊙
- Artilleriestellung Lützelmatt A 7409–7412	⊙⊙⊙⊙
- Artilleriestellung Lützelmatt A 7414–7417	⊙⊙⊙⊙
- Unterstand Lützelmatt A 7413, 7418, 7419 ⊙⊙⊙
- Artilleriebunker Rothenthurm A 7420–7422 ⊙⊙⊙⊙
- Artilleriestellung Schmiedenen West A 7423–7426 ⊙⊙⊙⊙
- Artilleriestellung Schmiedenen Ost A 7430–7433 ⊙⊙⊙⊙
- Unterstand Schmiedenen A 7427, 7428, 7434	⊙⊙⊙
- Infanteriekanonen-Kavernen Rothenthurm Nord/Süd ⊙⊙

## Fliegerabwehr-Lenkwaffenstellung BL-64 ZG «Bloodhound»

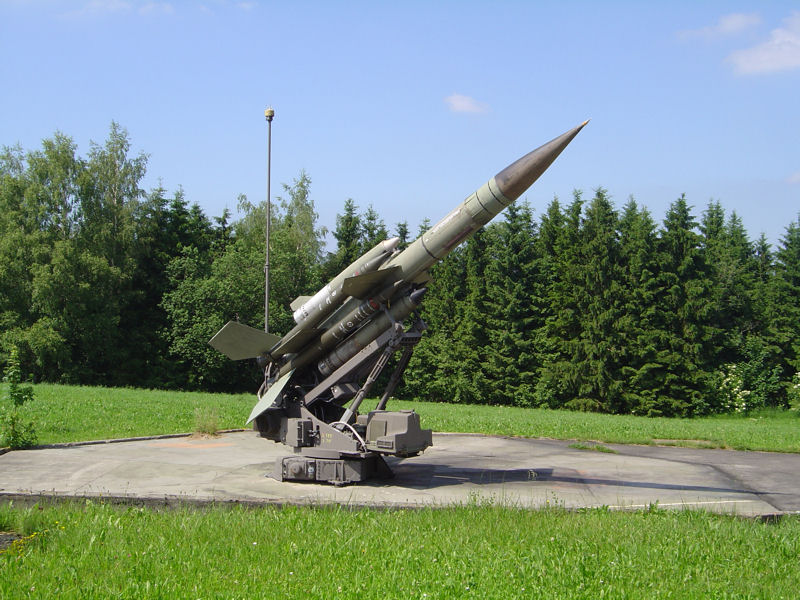
Lenkwaffe Bloodhound BL-64 auf dem Gubel

Die zwischen Gubel und Neuhof liegende ehemalige Fliegerabwehr-Lenkwaffenstellung BL-64 «Bloodhound» ⊙
ist die einzige noch erhaltene der ehemals sechs im schweizerischen Mittelland und Jura permanent eingerichteten und ohne Unterbruch in hoher Bereitschaft gehaltenen Bloodhound-Lenkwaffenstellungen.
Die Anlage war von 1964 bis 1999 in Betrieb. Die südliche Feuereinheit wurde danach abgebaut, die nördliche dagegen blieb erhalten und wurde 2000 unter Denkmalschutz gestellt. Sie dient heute als Museum und kann bei Führungen besichtigt werden.

## Militärhistorische Stiftung des Kantons Zug
Die Militärhistorische Stiftung des Kantons Zug sichert, erwirbt und unterhält bauliche Zeugen, die aus dem Zweiten Weltkrieg und aus der Zeit des Kalten Krieges im Kanton Zug stammen, um sie Wissenschaft und Öffentlichkeit zugänglich zu machen.